# Explosión de la refinería de Texas City
El 23 de marzo de 2005, una nube de vapor de hidrocarburos se incendió y explotó violentamente en la unidad de proceso de isomerización de la refinería de petróleo propiedad de BP en Texas City, Texas. El resultado fue la muerte de 15 trabajadores, 180 heridos y graves daños en la refinería. Todas las víctimas mortales eran contratistas que trabajaban en edificios provisionales situados cerca de la unidad para apoyar las actividades de reacondicionamiento. Las pérdidas materiales ascendieron a 200 millones de dólares (322 millones en 2024). Si se incluyen las indemnizaciones (2.100 millones de dólares), los costes de reparación, el aplazamiento de la producción y las multas, la explosión es el accidente de refinería más costoso del mundo.
La nube de vapor explosiva se produjo por el desbordamiento de líquidos de refinado desde la parte superior de una chimenea de purga. La fuente de ignición fue probablemente el motor de un vehículo en marcha. La liberación de líquido se produjo tras la apertura automática de un conjunto de válvulas de alivio en una columna de separación de rafina causada por un llenado excesivo.
Los posteriores informes de investigación de BP, la Junta de Seguridad Química de EE. UU. (CSB) y un grupo independiente dirigido por James Baker identificaron numerosos fallos técnicos y organizativos en la refinería y en la empresa BP.
La catástrofe tuvo amplias consecuencias tanto para la empresa como para el sector en su conjunto. La explosión fue el primero de una serie de accidentes (que culminaron con el vertido de petróleo de la plataforma Deepwater Horizon) que empañaron gravemente la reputación de BP, especialmente en Estados Unidos. Mientras tanto, el sector tomó medidas tanto mediante la publicación de normas nuevas o actualizadas como mediante una supervisión reglamentaria más radical de las actividades de las refinerías.

## Antecedentes

### La refinería
La refinería fue fundada en 1933 por Pan American Refining Corporation.Pan American se fusionó con Standard Oil of Indiana en 1954 para formar Amoco. BP adquirió la refinería como parte de su fusión con Amoco en 1999. En enero de 2005, era la segunda refinería de petróleo de las 23 que hay en Texas (por detrás de la refinería de Baytown), y la cuarta en total de las 142 que hay en Estados Unidos en cuanto a capacidad operativa, que era de 475.000 barriles (75.500 m3) por día de corriente.(a)En el momento del accidente era una de las tres refinerías de Texas City, las otras dos pertenecían a Marathon Petroleum y Valero Energy.  La refinería era también una de las cinco refinerías de BP en Estados Unidos y la mayor de BP en todo el mundo. Podía producir unos 38 millones de litros (10 millones de galones) de gasolina al día, es decir, alrededor del 2,5% de todo el volumen vendido en Estados Unidos. También producía carburorreactores, gasóleos y materias primas químicas. En sus 490 hectáreas (1.200 acres) se encontraban 29 unidades de refinado de petróleo y cuatro unidades químicas. Empleaba a unos 1.800 trabajadores de BP. En el momento del accidente, había unos 800 contratistas trabajando en las obras.(x)
En el momento de la fusión de 1999, la planta perdía dinero, pero BP consiguió cambiar la tendencia. De hecho, el complejo alcanzó un récord histórico de rentabilidad en 2004, con más de 1.000 millones de dólares de beneficios, "más que cualquier otra refinería del sistema BP", en palabras del jefe de la unidad de negocio y director del complejo, Don Parus. A principios de 2005, la refinería obtenía unos beneficios mensuales de unos 100 millones de dólares.

### Historial de seguridad y mantenimiento
Desde 1974 se habían producido 23 muertes en 20 accidentes distintos en la refinería. Tres de ellos ocurrieron en 2004, el año anterior a la explosión. Casi la mitad de estas víctimas mortales se debieron a incendios o explosiones provocados por fugas de fluidos de proceso. Una explosión muy grave afectó al complejo en julio de 1979, cuando se liberaron hidrocarburos a 265 psi (1.830 kPa) de un codo de 30 cm (12 pulgadas) averiado en el sistema de condensación superior del despropanizador de la unidad de alquilación de ácido sulfúrico. Se descargaron más de 15 m3 de líquidos. Se formó una gran nube de vapor que se desplazó a sotavento unos 200 m (640 pies) hasta la unidad de craqueo catalítico fluido (FCC), donde se produjo la ignición. Un edificio de control, la unidad de alquilación, la unidad FCC y la caldera de monóxido de carbono sufrieron graves daños. Se rompieron ventanas hasta 2,4 km de distancia. Aunque no hubo víctimas mortales, las pérdidas materiales fueron muy importantes (24 millones de dólares, o 104 millones en 2024)En marzo de 2004 se produjo otra gran explosión. Aunque nadie resultó herido, BP evacuó temporalmente la refinería. La policía cerró las vías de acceso y pidió a los residentes que no salieran de sus casas.
El mantenimiento de la planta había sido deficiente durante varios años. A partir de principios de los años 90, Amoco y posteriormente BP efectuaron importantes recortes presupuestarios, que afectaron especialmente a los gastos de mantenimiento. De hecho, inmediatamente después de la fusión, BP ordenó un recorte del 25% en los costes de explotación, que se consiguió en parte con un menor gasto en mantenimiento y formación y reduciendo el personal de seguridad.
En 2002, BP contrató a la consultora A.T. Kearney para conocer "los hechos históricos que han llevado al deterioro del rendimiento de la refinería de Texas City". El informe relacionaba las importantes reducciones del gasto con el deterioro de la integridad y la fiabilidad de la refinería. Una auditoría interna de BP realizada en 2003 concluyó que la "mentalidad de chequera", la culpabilización y la cultura del estatus erosionaban la salud, la seguridad y el medio ambiente, así como el rendimiento general; que el estado de los activos y las infraestructuras era deficiente; que la dirección no había creado planes de acción significativos; y que los recursos eran insuficientes.Una auditoría similar realizada en 2004 detectó fallos en todos los elementos de la gestión de la seguridad de los procesos. En enero de 2005, la empresa consultora Telos elaboró otro informe de auditoría externa en el que se señalaban numerosos problemas de seguridad, como "alarmas rotas, tuberías adelgazadas, caída de trozos de hormigón, caída de pernos, cigarrillos que caían a 18 m (60 pies) y personal sobrepasado por los humos". El coautor del informe declaró: "Nunca habíamos visto un lugar en el que la idea de “hoy podría morir” fuera tan real".El informe también afirmaba: "La mayoría de los entrevistados afirman que el cumplimiento de la producción y del presupuesto se reconoce y recompensa antes que cualquier otra cosa","La mayoría de los entrevistados a nivel de producción afirman que la presión por la producción, la premura de tiempo y la falta de personal son las principales causas de accidentes en Texas City" y que existe un grado excepcional de temor a los incidentes catastróficos en Texas City. La gente habló o escribió largo y tendido sobre los graves peligros que entrañan en las unidades operativas la CUI, el amianto abandonado, los problemas de integridad de las tuberías, la insuficiencia de bombas y piezas de repuesto y otros peligros relacionados con los equipos y el funcionamiento. Entre ellos, la integridad de las tuberías se repitió una y otra vez. Incluso en los casos en los que se había invertido recientemente en la integridad de las tuberías, la gente informó de que a menudo no podían cerrar la unidad para sustituir de hecho la tubería que habían fabricado. La tolerancia de este tipo de riesgos "distraía" a la gente de las prácticas rutinarias de seguridad a nivel de tareas, o les hacía sentirse escépticos sobre el compromiso con la seguridad en la planta.
Algunos informes clave sobre las preocupantes condiciones de la refinería llegaron hasta el consejo de administración de la empresa. A principios de marzo de 2005, pocas semanas antes de la explosión, un correo electrónico interno advertía: "Creo sinceramente que estamos a punto de que ocurra algo mayor y que debemos tomar algunas decisiones críticas [...] sobre cómo llamar la atención de la plantilla en torno a la seguridad".En los años que precedieron a la explosión, la rotación de directivos había sido elevada: el complejo había tenido cinco directores en los seis años transcurridos desde la fusión, por lo que los empleados tenían la impresión de que cualquier nueva iniciativa no duraría y que los esfuerzos se centraban en los beneficios a corto plazo más que en la sostenibilidad a largo plazo. El complejo seguía utilizando en gran medida los procesos de gestión de la seguridad de Amoco anteriores a la fusión.

### La planta ISOM

Reacción típica de isomerización

La planta de isomerización (ISOM) del emplazamiento se diseñó para la conversión de hidrocarburos de bajo octanaje, mediante diversos procesos químicos, en hidrocarburos de mayor octanaje que pudieran mezclarse después con gasolina sin plomo. Esto se consigue convirtiendo las moléculas de hidrocarburos de cadena recta en moléculas ramificadas. La alimentación principal de la unidad era una mezcla de n-pentano y n-hexano, siendo el isopentano y el isohexano los principales productos. La planta constaba de un sistema de desulfuración, un reactor de isomerización Penex, una unidad de recuperación de vapores y reciclado de líquidos y un separador de refinado.
El separador en forma de torre de 50 m de altura, una columna de destilación, se utilizaba para separar los componentes de hidrocarburos más ligeros de la parte superior de la torre (principalmente pentano y hexano), que se condensaban y se bombeaban a un tanque de almacenamiento de rafín ligero, mientras que los componentes más pesados (principalmente C7 y C8) se recuperaban en la parte inferior del separador y se bombeaban a un tanque de almacenamiento de rafín pesado. La unidad tenía una capacidad operativa de 45.000 barriles (7.200 m3) al día.
El exceso de vapores y líquidos de hidrocarburos procedentes del venteo y el alivio se enviaba al recipiente F-20, una chimenea de purga. Se trataba de un tambor vertical de 10 pies (3,0 m) de diámetro con un conducto de humos vertical de 113 pies (34 m). La F-20 se puso en servicio en la década de 1950 y había sufrido varias modificaciones a lo largo de los años.

### Vueltas de la unidad y uso de edificios portátiles

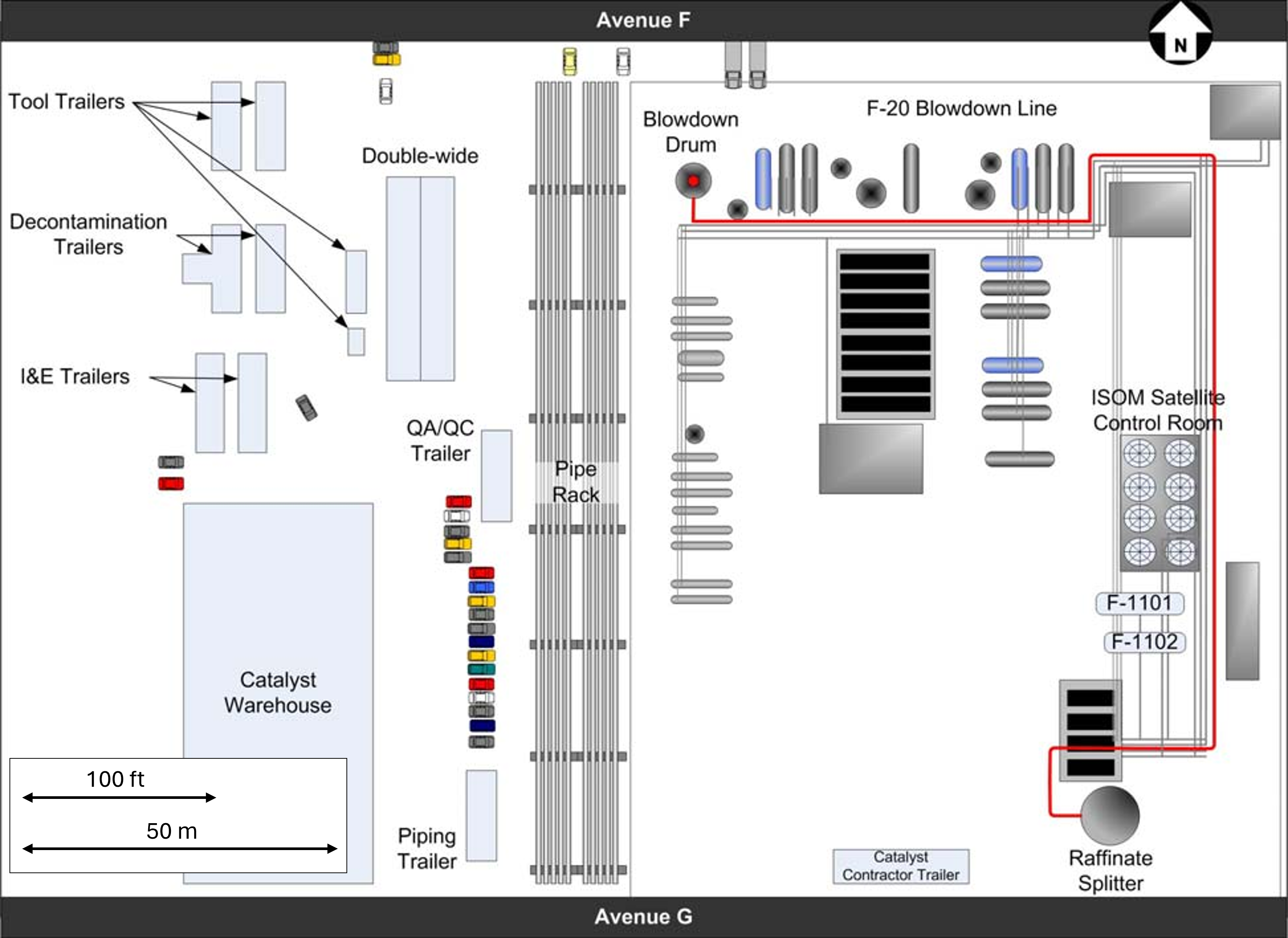
Disposición de la unidad ISOM y los remolques adyacentes

Desde el 21 de febrero de 2005 se habían iniciado trabajos de reparación en el separador de rafín. Al mismo tiempo, se estaban llevando a cabo dos actividades de reacondicionamiento en la unidad adyacente de ultracracker (UCU) y en la unidad de recuperación de aromáticos (ARU). En 2004 había 122 remolques en la refinería, con una ocupación estimada de 800 personas. BP autorizó la colocación de remolques cerca de las unidades de proceso en función de los resultados de un proceso de selección.
En 1995 se había creado en la instalación un informe de análisis de emplazamiento temporalque establecía una disposición aceptable de los remolques y otras estructuras temporales con respecto a las instalaciones de proceso peligrosas cercanas. El informe se revalidó en 2002, basándose aún en las normas de Amoco aunque habían transcurrido más de tres años desde la fusión BP-Amoco. A su vez, el Facility Siting Screening Workbook de Amoco se basaba en la Recommended Practice 752 del American Petroleum Institute El siguiente análisis de emplazamiento debía realizarse en 2007 y, por tanto, cualquier cambio de emplazamiento antes de esa fecha tendría que someterse al proceso de gestión del cambio (MOC). A finales de 2004 se hicieron planes para alojar a los contratistas que iban a trabajar en la UCU en 2005 en nueve remolques individuales y un remolque de doble ancho inmediatamente al oeste de la unidad de proceso ISOM. El equipo que llevó a cabo la evaluación MOC para la colocación del remolque de doble ancho identificó que la estructura estaría a menos de 350 pies (110 m) de la planta ISOM, una distancia por debajo de la cual debía realizarse un análisis de riesgos específico conforme a las disposiciones del Libro de Trabajo de Amoco. Sin embargo, este equipo carecía de los conocimientos necesarios para completar la evaluación de riesgos. La introducción de los nueve remolques individuales de la imagen no se evaluó en un MOC. Además, contrariamente al procedimiento, las recomendaciones emitidas en el análisis del cambio que supuso la colocación del remolque de doble ancho seguían abiertas cuando se ocuparon los remolques en noviembre de 2004.

## Circunstancias del accidente

### A primera hora de la mañana

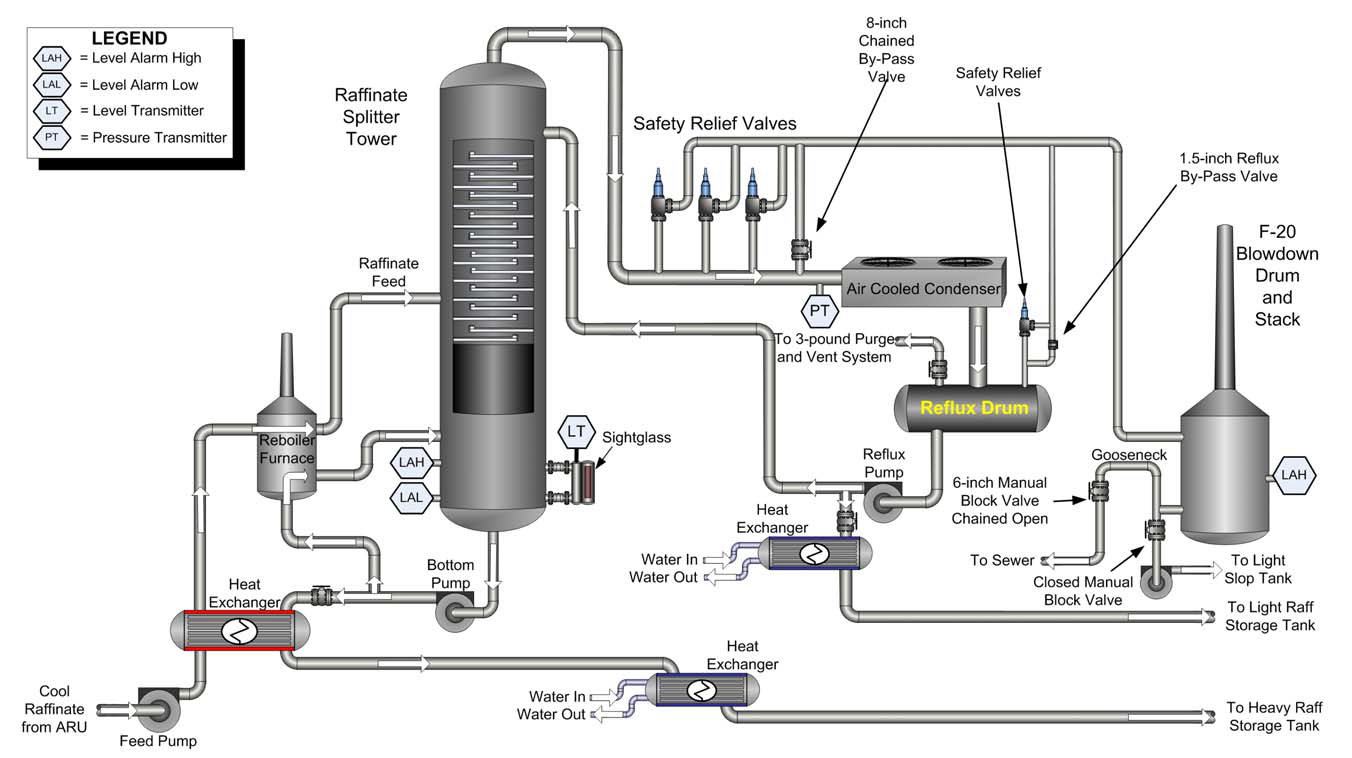
Esquema del proceso del divisor ISOM y la pila de purga

El proceso de puesta en marcha comenzó con el operador principal del turno de noche, el 23 de marzo, llevando a cabo el llenado inicial de la torre de separación. Dado que las puestas en marcha de las plantas son especialmente propensas a situaciones inesperadas, la práctica operativa exige la aplicación de un procedimiento controlado y aprobado de revisión de la seguridad previa a la puesta en marcha (PSSR). BP disponía de uno, pero no se adoptó en este caso. El transmisor de nivel de control del proceso se diseñó para indicar el nivel de rafina en un intervalo de 1,5 m (5 pies) desde la parte inferior de la torre divisora hasta un nivel de 2,7 m (9 pies). Una alarma de nivel alto dependiente de este transmisor sonó según lo previsto a las 3:09 am, cuando se alcanzó un nivel de 7,6 pies (2,3 m) desde el fondo. Sin embargo, durante la puesta en marcha era habitual ignorar esta alarma y llenar hasta un nivel del 99% (como indicaba el transmisor) para evitar daños en el horno que calentaba el fondo del divisor. Sin que los operarios lo supieran, el transmisor de nivel de control del proceso, que se utilizaba para supervisar el nivel en el divisor durante toda la operación de puesta en marcha, no estaba calibrado y sus lecturas no eran fiables. También debería haber sonado una alarma de nivel independiente activada por un interruptor de nivel alto a 2,4 m (7,9 pies), pero no lo hizo. A las 5.00 horas, el operador principal de la sala de control del satélite ISOM informó a la sala de control central y se fue a casa temprano. A las 6:00 am, llegó el operador del turno de día (operador de la sala de control central) y comenzó su trigésimo día consecutivo de trabajo en un turno de 12 horas. En ese momento, todavía se creía que el nivel estaba por debajo de la marca de los 9 pies, pero ya estaba en los 13 pies (4,0 m).
A las 7:15 de la mañana, con más de una hora de retraso sobre el comienzo de su turno (6:00 de la mañana), uno de los dos supervisores del turno de día ("A") llegó a la sala de control central. Debido a su retraso, no pudo realizar el relevo necesario con el turno de noche. Durante la reunión de la mañana del 23 de marzo, se habló de que los tanques de almacenamiento de rafina pesada estaban casi llenos y, por lo tanto, se dijo a un segundo supervisor del turno de día ("B") que el procedimiento de puesta en marcha no debía continuar, pero esta información no se transmitió. Por lo tanto, el procedimiento de puesta en marcha se reanudó justo antes de las 9:30 de la mañana siguiendo las instrucciones del supervisor A del turno de día. La válvula de control de nivel del separador en el tanque de almacenamiento pesado se colocó en modo manual (en lugar de regular su apertura mediante el transmisor de nivel) y se ajustó a 4.300 bpd. Sin embargo, el transmisor de caudal de esta línea tenía un error y la válvula se había cerrado en realidad. Esto, unido al mal funcionamiento de todos los instrumentos de la torre de separación, permitió que el nivel de líquido en la torre aumentará sin que nadie se diera cuenta y provocó que los operarios perdieran todo conocimiento de la situación. El proceso de circulación se reinició justo antes de las 10 de la mañana y se volvió a introducir rafín en la torre, aunque el nivel ya era demasiado alto. Como la válvula de control de nivel estaba cerrada y, por lo tanto, no había circulación fuera de la torre (es decir, no se transfería rafín pesado al tanque de almacenamiento), la torre de separación empezó a llenarse inevitablemente. El transmisor de nivel defectuoso seguía mostrando un nivel inferior al 100% y, dado que la mirilla externa era opaca, no era posible realizar una comprobación visual para verificar el nivel en la torre divisora. El supervisor A del turno de día, el más experimentado de los dos, se marchó a las 10:50 de la mañana debido a una emergencia familiar. En contra de las normas de funcionamiento, no quedó ningún supervisor en la sala de control central. Un único operador, sin supervisión y muy cansado, tuvo que supervisar el ISOM y otras dos unidades durante un procedimiento de arranque crítico.

### Última hora de la mañana
Dos quemadores del horno se habían encendido a las 9:55 h para precalentar el raffinate que entraba en la torre y para calentar el raffinate del fondo de la torre. Otros dos se encendieron a las 11.16 horas. La temperatura requerida para el flujo de retorno del calderín de la torre era de 135 °C (275 °F) con un aumento de 10 °C (18 °F) por hora, pero no se siguió este procedimiento: durante la puesta en marcha, la temperatura del flujo de retorno alcanzó los 153 °C (307 °F) a un ritmo de 23 °C (41 °F) por hora. El transmisor de nivel defectuoso seguía indicando erróneamente una condición de nivel seguro en la torre. Sin embargo, seguía sin haber flujo de rafín pesado desde la torre de separación al tanque de almacenamiento, ya que la válvula de control de nivel permanecía cerrada; en lugar de que el nivel de líquido de hidrocarburo estuviera a 8,65 pies (2,64 m), es decir, el 93% del rango del instrumento, como indicaba, en realidad había alcanzado los 67 pies (20 m). Justo antes del mediodía, con el aumento del calor en la torre, el nivel real del líquido había subido a 98 pies (30 m). La presión empezó a acumularse en el sistema a medida que los vapores de hidrocarburos y el nitrógeno que quedaba en la torre y las tuberías asociadas desde que se había puesto de nuevo en servicio se comprimía con el creciente volumen de refinado. El personal de operaciones pensó que el aumento de presión se debía a un sobrecalentamiento de los fondos de la torre, ya que se trataba de un problema conocido de puesta en marcha, por lo que se liberó la presión.

### Explosión
A las 12:42 pm, los hornos se habían apagado y la válvula de control de nivel se abrió finalmente, drenando la pesada rafina de la torre de separación. El gas que alimentaba el horno se cerró, pero no la alimentación de rafín a la torre de separación. Los operarios creyeron la lectura del transmisor de nivel, que ahora era del 78% (7,9 pies [2,4 m]), pero el nivel de fluido en la torre divisora de 170 pies (52 m) de altura había alcanzado los 158 pies (48 m).

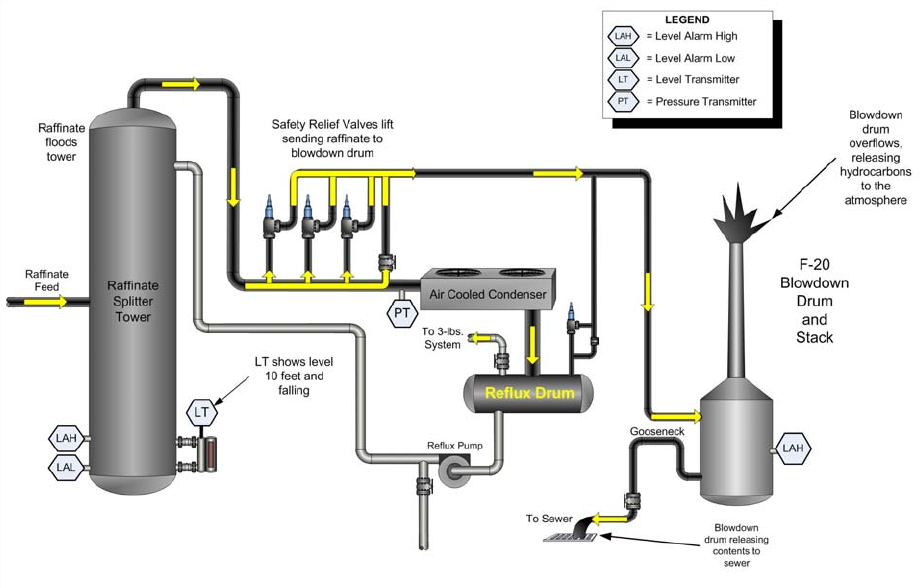
La liberación de líquido de la chimenea de purga a través de las válvulas de alivio de presión abiertas

Aunque la apertura del flujo de rafín pesado debería haber disminuido el nivel en la columna, el hecho de que este flujo caliente se utilizara para precalentar la alimentación significó que la temperatura en el interior del separador aumentó drásticamente, lo que provocó un aumento significativo de la vaporización y la elevación de una baba de líquido por encima de la parte superior de la columna a la línea de colectores.A las 13:13 horas, la carga hidrostática de este líquido había aumentado a más de 42 psi (290 kPa), lo que fue suficiente para abrir las válvulas de alivio. Con las válvulas de alivio completamente abiertas, más de 196 m3 (51.900 galones US) de raffinate calentado pasaron directamente al colector de recogida durante un periodo de 6 minutos antes de que las válvulas se cerraran, ya que la presión dentro de la tubería superior del divisor cayó por debajo de su punto de ajuste de cierre mínimo (37,2 psi (256 kPa)). 256 kPa (37,2 psi) por encima de la presión atmosférica) El refinado caliente fluyó hacia el tambor de purga y la chimenea, y a medida que se llenaba, parte del fluido comenzó a fluir hacia el sistema de alcantarillado de la unidad ISOM a través de una tubería de 15 cm (6 pulgadas) situada en la base del tambor de purga. A medida que el tambor de purga y la chimenea se llenaban, el rafín caliente salía disparado por la parte superior de la chimenea hacia el aire, formando un "géiser" de 6 m. El equivalente a un camión cisterna casi lleno de rafín llovió sobre el suelo, corrió por el lateral del tambor de purga y la chimenea, y se acumuló en la base de la unidad. En la sala de control se recibió una llamada de radio informando de que la chimenea desbordaba hidrocarburos calientes. La alarma de evacuación de la central no sonó, lo que impidió que la gente de las inmediaciones pudiera evacuarse antes de que se produjera la ignición. 

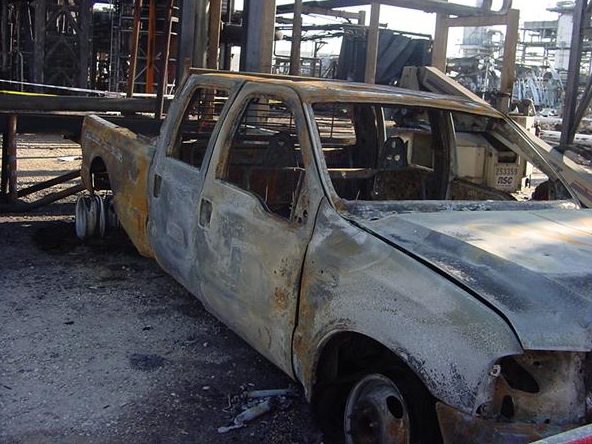
Restos carbonizados de la camioneta diesel que incendió los vapores inflamables

Una camioneta diesel, con el motor al ralentí, estaba aparcada a unos 8 m de la chimenea de purga. La nube de vapor llegó hasta el vehículo y los humos de hidrocarburos entraron en la toma de aire del motor, provocando su aceleración. Los trabajadores cercanos intentaron frenéticamente apagar el motor, sin éxito. La nube de vapor en expansión obligó a retroceder a los trabajadores que intentaban apagar el motor del camión que iba a demasiada velocidad. La nube siguió extendiéndose por la planta de ISOM, a través de la estantería de tuberías hacia el oeste y hacia la zona de remolques sin obstáculos. No sonó ninguna alarma de emergencia y, aproximadamente a las 13:20 horas, la nube de vapor se encendió por un petardeo que, según observaron testigos cercanos, procedía del motor del camión que se estaba sobrecalentando.

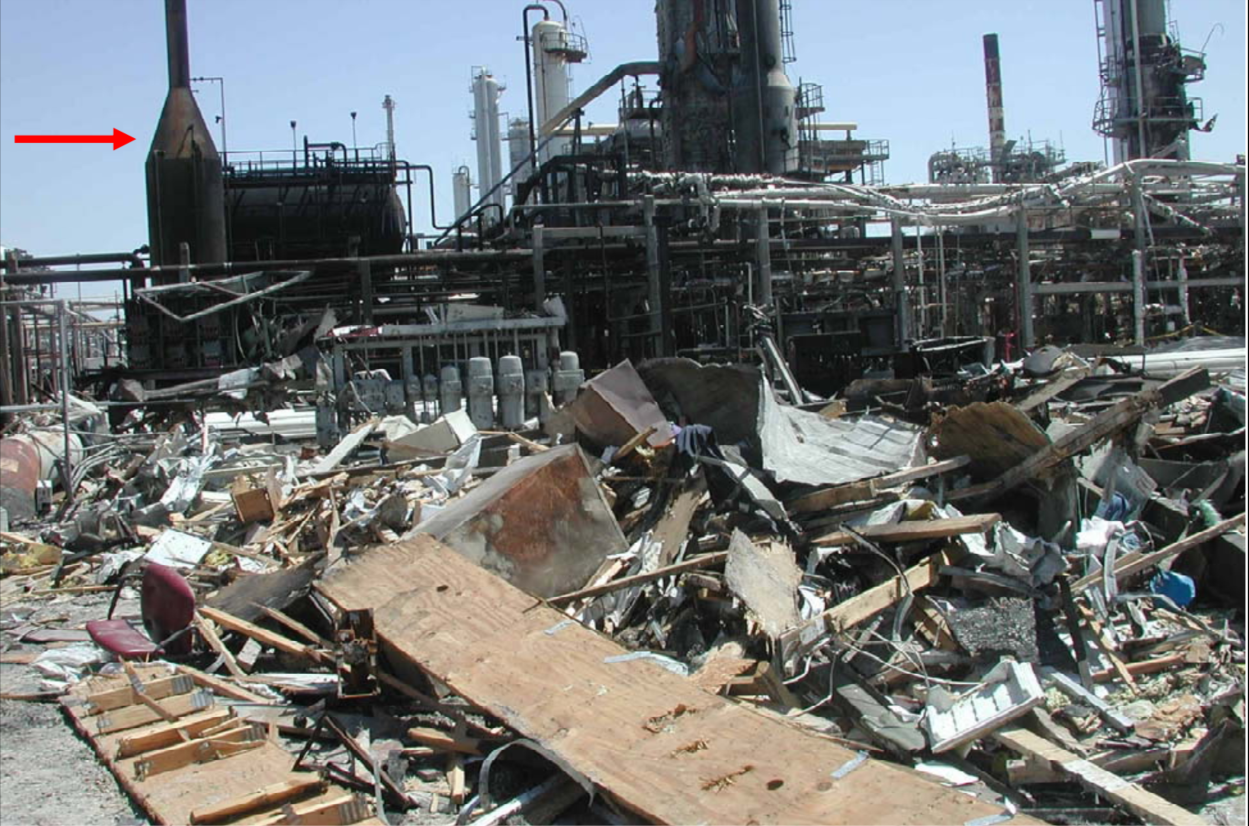
Remolques destruidos con la pila de purga al fondo

La congestión de equipos y tuberías contribuyó a acelerar el frente de llamas. Esto desencadenó una explosión masiva de una nube de vapor que se oyó a kilómetros de distancia. La onda de presión de la explosión golpeó el grupo de remolques de contratistas situados a tan sólo 37 m de la chimenea de purga, destruyéndolos por completo. La explosión hizo volar los escombros, matando instantáneamente a 15 personas que se encontraban en los remolques más cercanos e hiriendo a otras 180.[e] Los trabajadores que se encontraban en los remolques resultaron heridos a una distancia de hasta 150 m (480 pies) del tambor de purga, y algunos remolques sufrieron graves daños a una distancia de hasta 180 m (600 pies). Más de 40 remolques resultaron dañados.Todas las víctimas mortales y muchos de los heridos del accidente eran contratistas. Cincuenta tanques de almacenamiento sufrieron daños estructurales, aunque la mayor parte del parque de tanques se encontraba a más de 250 pies (76 m) de la explosión. Más de 2750 libras (1250 kg) de benceno se escaparon de uno de los tanques dañados.
Se calcula que el incendio que siguió a la violenta explosión quemó 19 000 m² de la refinería, dañando equipos valorados en millones de dólares. La onda de presión fue tan potente que hizo saltar por los aires ventanas situadas a una distancia de hasta 1,2 km.

### Respuesta de emergencia

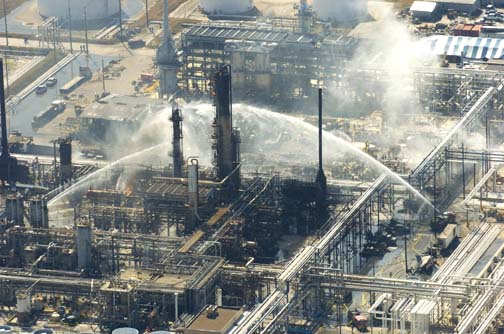
Operaciones de extinción de incendios

El equipo de respuesta a emergencias del lugar intervino inmediatamente, montando una operación de búsqueda y rescate. Se emitió una orden para el refugio en el lugar de 43.000 personas. La ayuda mutua proporcionada por IMAS (Texas City Industrial Mutual Aid System) y los recursos del Memorial Hermann Life Flight se movilizaron a las 13:45. La alimentación al divisor de rafina no se cortó, pero se detuvo a las 14:45 cuando se cortó la energía eléctrica. Los incendios fueron controlados por 150-200 bomberos al cabo de dos horas. Las ambulancias y los helicópteros salvavidas se retiraron a las 16.44 horas. El último cadáver se encontró bajo un montón de escombros hacia las 23.00 h.

## Informes de investigación
Los expertos internos de BP, así como diversas autoridades y comités, investigaron la explosión en relación con aspectos técnicos, organizativos y de cultura de seguridad. Las investigaciones internas de BP incluyeron un grupo (la investigación Mogford, por el nombre del investigador principal) encargado de reconstruir la cadena causal del accidente y realizar un análisis detallado de las causas subyacentes, y otros dos equipos (las investigaciones Bonse y Stanley) que se centraron en los factores subyacentes de procedimiento y culturales, así como en las responsabilidades de los directivos. BP encargó a un grupo independiente de alto nivel (el grupo Baker), por recomendación urgente de la Junta de Seguridad Química de EE. UU. (CSB), que examinara los problemas de gestión y cultura de la seguridad. La CSB llevó a cabo su propia investigación, detallada y exhaustiva, centrada tanto en aspectos técnicos como de procedimiento.
Los distintos paneles e investigaciones detectaron fallos organizativos, como la reducción de costes por parte de la empresa, la falta de inversiones en la infraestructura de la planta, la falta de supervisión por parte de la empresa tanto de la cultura de seguridad como de los programas de prevención de accidentes graves, la concentración en la seguridad laboral en lugar de en la seguridad del proceso, una gestión defectuosa del proceso de cambio (que permitió la ubicación de remolques de contratistas demasiado cerca de la unidad de proceso ISOM), la formación inadecuada de los operarios, la falta de supervisión competente de las operaciones de puesta en marcha, la mala comunicación entre personas y departamentos y el uso de procedimientos de trabajo obsoletos e ineficaces que a menudo no se seguían. Entre los fallos técnicos cabe citar el uso de un tambor de purga de tamaño insuficiente y anticuado, la falta de mantenimiento preventivo de los sistemas críticos para la seguridad y la inoperatividad de las alarmas y los sensores de nivel de la unidad de proceso ISOM.

### Investigaciones internas de BP

#### Informe Mogford
Un equipo de expertos dirigido por John Mogford, vicepresidente senior de seguridad y operaciones del grupo BP, examinó los aspectos técnicos de la explosión y propuso medidas correctoras. El 12 de mayo de 2005 se publicó un informe provisional[79] En respuesta al informe, Scott Berger, director del Centro para la Seguridad de los Procesos Químicos (CCPS) del Instituto Americano de Ingenieros Químicos (AIChE), expresó su sorpresa por el énfasis que ponía el informe en la responsabilidad individual de los operarios y supervisores de la planta.
El 9 de diciembre de 2005, BP publicó la revisión final del informe Mogford, en el que se identificaban cuatro factores críticos sin los cuales la explosión no se habría producido o habría tenido un impacto menor: «pérdida de contención; procedimientos de puesta en marcha del separador de rafina y aplicación de conocimientos y técnicas; control del trabajo y ubicación del remolque; y diseño e ingeniería de la chimenea de purga". Además, se identificaron cinco cuestiones culturales subyacentes críticas:
- "Contexto empresarial", que incluía un entorno de trabajo que se resistía al cambio y estaba dominado por la falta de motivación, confianza y sentido del propósito. A ello se sumaban unas expectativas poco claras en materia de gestión y supervisión.
- "La seguridad como prioridad", ya que la dirección no concedía a la seguridad de los procesos la importancia necesaria dentro de la empresa.
- "Complejidad y capacidad organizativa", en el sentido de una falta de claridad en las responsabilidades y una comunicación deficiente.
- "Incapacidad para ver el riesgo", o una tendencia a aceptar altos niveles de riesgo debido a una escasa concienciación sobre los peligros.
- "Falta de alerta temprana", o incapacidad para reconocer y actuar ante las señales que revelan el deterioro de las instalaciones y los procedimientos.

Sin embargo, el informe final de Mogford no encontró pruebas de que alguien tomara intencionadamente decisiones o emprendiera acciones que pusieran en peligro a otras personas.

#### Informe Stanley
La empresa también reunió a un equipo de expertos de BP y externos para llevar a cabo una revisión de auditoría operativa y de procesos de la refinería. James W. Stanley, antiguo subdirector de la Administración de Seguridad y Salud en el Trabajo (OSHA), fue el jefe del equipo. La auditoría se centró en procesos y operaciones; gestión de incidentes, control del trabajo, evaluación de riesgos y evaluación del cumplimiento; gestión de empleados y contratistas; y mantenimiento, fiabilidad e integridad. El informe Stanley se publicó internamente el 15 de junio de 2005. En él se llegaba a la conclusión de que sería necesario un cambio significativo en el rendimiento y el comportamiento por parte de la alta dirección y de la dirección ampliada, a pesar de que se disponía de procedimientos y procesos bien diseñados y documentados y de que la plantilla era capaz, en general, de un buen rendimiento. Entre los problemas que "impedían la ejecución satisfactoria de algunos procesos de trabajo clave", el equipo destacó los siguientes: factores de liderazgo, como la falta de responsabilidad en materia de seguridad y la mentalidad de compartimentos estancos, entre otros; conciencia del riesgo, indicada por la autocomplacencia y la reiterada falta de atención a las recomendaciones derivadas de accidentes anteriores; medidas de control del trabajo, que resultaron insuficientes y no se cumplieron; condiciones negativas en el lugar de trabajo, como demostraron la mala limpieza y el insuficiente mantenimiento de las instalaciones; y una filosofía de gestión del contratista carente de valores de diversidad e inclusión.

#### Informe Bonse
Otro equipo interno estaba dirigido por Wilhelm Bonse-Geuking [de], que era vicepresidente del Grupo BP en Europa. El equipo Bonse investigó el grado de cumplimiento por parte de los directores de planta del marco de gestión y el código de conducta corporativo de BP. El informe final -que no se hizo público hasta que un tribunal lo ordenó el 3 de mayo de 2007- detectó numerosos fallos de gestión[74], señaló además que las responsabilidades de gestión dentro del Grupo BP no estaban claras y que el mal estado de los equipos de la planta y la insuficiencia del gasto en mantenimiento fueron factores que contribuyeron al accidente.
En resumen, la refinería de Texas City tenía una cultura de asunción de riesgos unida a una incapacidad para comprender las implicaciones de los incidentes anteriores para la seguridad de los procesos [...], una larga tradición de incumplimiento de procedimientos sencillos, el deseo de evitar conflictos dentro de su organización y una inclinación por colocar en puestos clave a personas que carecían de la formación profesional adecuada.
El informe señalaba a cuatro ejecutivos para su despido: Pat Gower, vicepresidente regional de refino en EE. UU.; Mike Hoffman, vicepresidente del grupo de refino y marketing en Norteamérica; Don Parus, director del complejo de Texas City; y Willie Willis, supervisor de la planta de Texas City West.[2] En la fecha de publicación del informe ninguno había sido despedido.

### Informe del Panel Baker

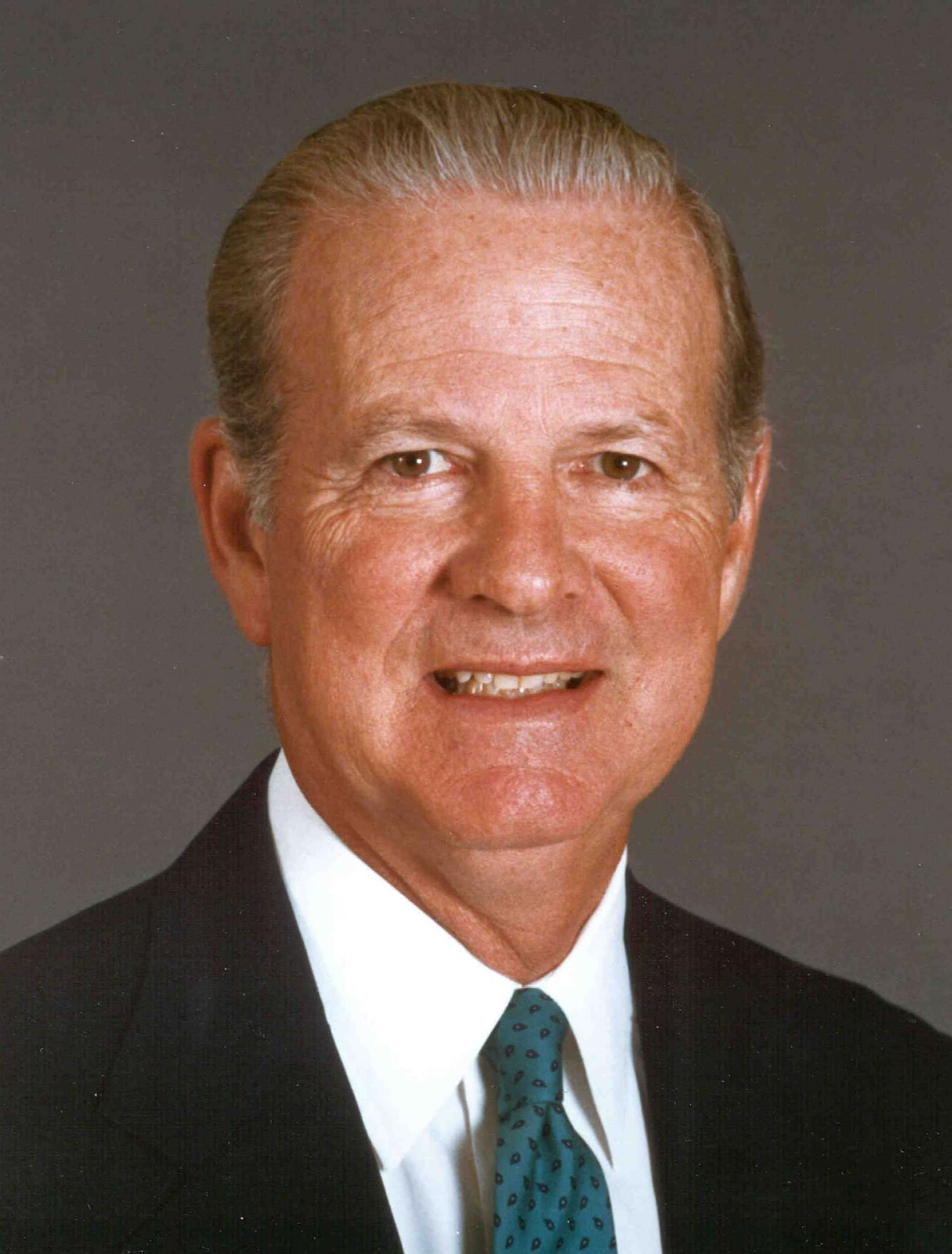
James A. Baker III

Tras la explosión de marzo, se produjeron otros dos incidentes graves de seguridad de procesos en la planta:
- El 28 de julio de 2005, se rompió una tubería del intercambiador de calor de hidrógeno gaseoso de la unidad de hidrotratamiento de residuos, lo que provocó una fuga de hidrógeno que estalló en un gran chorro de fuego. El incendio duró unas dos horas. Una persona resultó herida leve y los daños materiales ascendieron a 30 millones de dólares. La Junta de Seguridad Química descubrió que un contratista había cambiado accidentalmente un codo de acero de baja aleación por un codo de tubería de acero al carbono durante el mantenimiento, lo que provocó un modo de fallo conocido como ataque por hidrógeno a alta temperatura (HTHA). La CSB descubrió que BP debería haber exigido una verificación positiva de los materiales mediante un dispositivo de ensayo de fluorescencia de rayos X y haber mantenido o exigido al contratista que mantuviera la identificación de los materiales mediante etiquetado para evitar la colocación errónea de componentes al volver a montar el equipo.[31][32]
- El 10 de agosto de 2005, un hidrotratador de gasóleo sufrió una fuga causada por corrosión y sulfuración a alta temperatura que provocó la liberación de gases tóxicos, como monóxido de carbono (CO), sulfuro de hidrógeno (H2S) y dióxido de azufre (SO2), así como vapores de hidrocarburos inflamables.[33] Los daños materiales ascendieron a unos 2 millones de dólares.

Tras estos sucesos, el 17 de agosto de 2005, la Junta de Investigación de Peligros y Seguridad Química de EE. UU. (CSB) emitió una recomendación urgente para que BP encargara a un grupo independiente que investigara la cultura de seguridad y los sistemas de gestión de BP North America. Se reunió un grupo de expertos encabezado por el ex Secretario de Estado de EE. UU. James A. Baker III. BP seleccionó específicamente a una figura de esta talla y currículo para demostrar públicamente a los creadores de opinión de EE. UU. que la empresa estaba dispuesta a aprender la lección y dar pasos hacia el cambio.
El Panel Baker se diferenció de las investigaciones de BP y de la CSB en que no se le encargó realizar una investigación de las causas profundas. Su alcance era más amplio, se centraba en la supervisión de la seguridad corporativa de BP, la cultura de seguridad corporativa y sus sistemas de gestión de la seguridad de los procesos, e incluía las cinco refinerías de BP en Estados Unidos.
El informe del Panel Baker se publicó el 16 de enero de 2007 y citaba como causas subyacentes de los accidentes que asolaban la refinería una cultura de seguridad deficiente impulsada por un liderazgo deficiente en materia de seguridad de procesos y una escasa capacitación de los empleados. También puso de relieve que, a pesar del sistema integral de gestión de la seguridad de BP, éste no se aplicaba suficientemente en sus refinerías. También se puso de manifiesto que, a la hora de medir sus resultados en materia de seguridad, BP se centraba sobre todo en los indicadores de seguridad laboral, en detrimento de la supervisión de los resultados en materia de seguridad de los procesos.Asimismo, se subrayó que la fatiga de los trabajadores y un sistema que fomentaba las horas extraordinarias tenían efectos perjudiciales para el funcionamiento seguro de la planta, y que la empresa no había abordado las deficiencias derivadas de incidentes conocidos, evaluaciones de riesgos y auditorías. También se constató la falta de aplicación de buenas prácticas de ingeniería.
Además, el grupo entrevistó a varios empleados, directivos y contratistas de las cinco refinerías de BP en EE. UU. También elaboraron y administraron a las refinerías una encuesta sobre la cultura de seguridad de los procesos. Llegaron a la conclusión de que las plantas de Toledo y Texas City tenían la peor cultura de seguridad de los procesos, mientras que la refinería de Cherry Point, situada en Birch Bay, Washington, tenía la mejor cultura de seguridad de los procesos. Los resultados de la encuesta también mostraron que los directivos y los trabajadores de cuello blanco tenían en general una opinión más positiva de la cultura de seguridad de los procesos en sus plantas en comparación con el punto de vista de los operarios de cuello azul y los técnicos de mantenimiento.
El informe formulaba 10 recomendaciones sobre diversos aspectos de la seguridad de los procesos (liderazgo; sistema de gestión; competencia; cultura; expectativas y responsabilidad; indicadores de resultados principales y secundarios; y auditoría), así como sobre el apoyo a la gestión de línea y la dirección de la industria.

### Informe del CSB
Dada la magnitud de la catástrofe, la Junta de Seguridad Química examinó tanto la gestión de la seguridad en la refinería de Texas City como el papel del grupo BP y el de la OSHA como organismo regulador. El equipo de investigación de la CSB se personó en el lugar 48 horas después del accidente. Unos 13 investigadores de la CSB permanecieron in situ durante tres meses. Para su investigación, la CSB utilizó un presupuesto de 2,5 millones de dólares y revisó más de 30.000 documentos, entrevistó a 370 testigos y realizó modelos y pruebas informáticas. Los resultados de la investigación de la agencia se publicaron el 20 de marzo de 2007 en un extenso informe de 341 páginas, el más extenso realizado hasta entonces por la agencia, que entonces tenía nueve años de existencia. Las conclusiones del informe se presentaron el mismo día en una reunión pública en Texas City.

#### Deficiencias de diseño

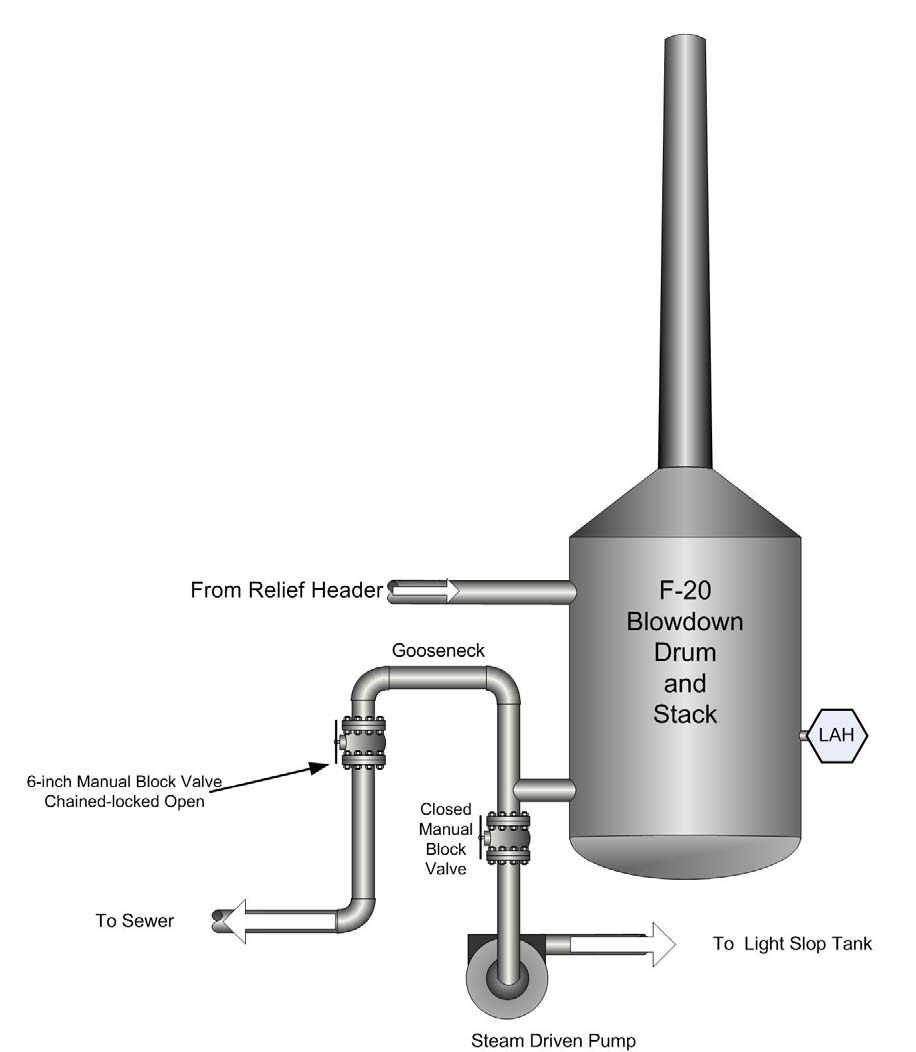
Diagrama de la chimenea de purga de la planta ISOM de la refinería de BP en Texas City

Una de las principales conclusiones de la CSB fue que el sistema de purga utilizado en la unidad ISOM era anticuado y totalmente inadecuado, ya que estaba situado en medio de la planta y podía arrojar vapores pesados no encendidos a zonas normalmente ocupadas[116] La CSB concluyó que BP no había tenido en cuenta ni aplicado múltiples advertencias y recomendaciones de seguridad formuladas antes de la explosión en relación con el sistema de purga ISOM. Entre ellas:
- En 1991, el departamento de planificación de refinado de Amoco propuso eliminar los sistemas de purga con ventilación a la atmósfera, pero la financiación de este plan no se incluyó en el presupuesto.
- En 1992, la OSHA sancionó a Amoco por el diseño inseguro de un sistema de purga similar en otra parte de la refinería. Sin embargo, Amoco consiguió convencer a la OSHA de que retirara la citación basándose en los requisitos menos estrictos de la práctica recomendada 521 del API.[43]
- En 1993, el "Amoco Regulatory Cluster Project" propuso eliminar los sistemas de purga atmosférica, pero de nuevo no se aprobó su financiación.

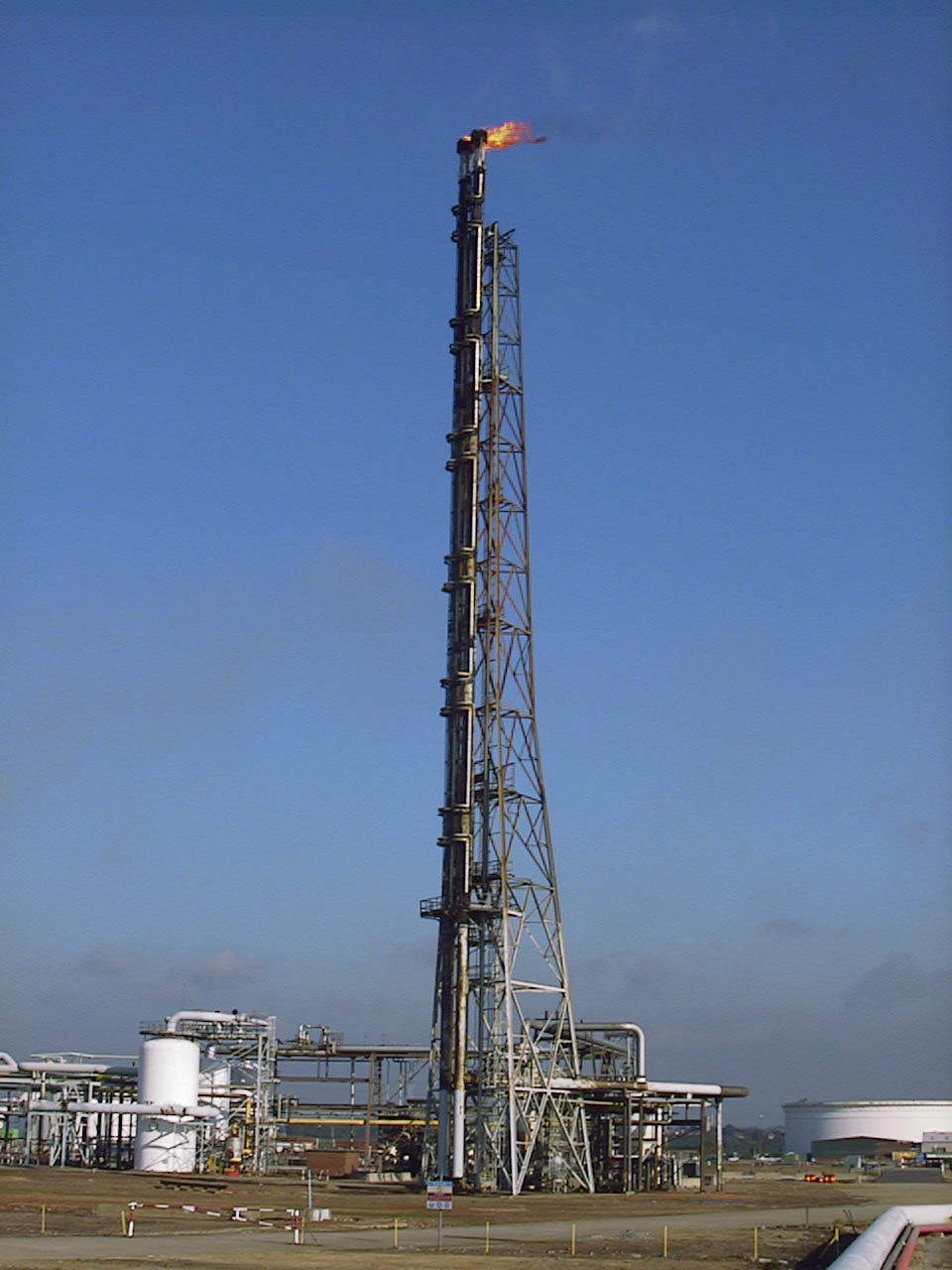
Una chimenea de antorcha, una solución intrínsecamente más segura para eliminar el exceso de gas inflamable

- Una chimenea de antorcha, una solución intrínsecamente más segura para eliminar el exceso de gas inflamableA pesar de la "Norma de seguridad de procesos nº 6" de Amoco, que prohibía la instalación de nuevos sistemas de purga atmosférica y exigía la eliminación progresiva de los existentes, en 1997 Amoco sustituyó la chimenea de tambor/ventilación de purga de la década de 1950 que servía a la torre de separación de rafín con un sistema idéntico, en lugar de actualizarlo con las alternativas recomendadas que eran más seguras.
- En 2002, no se aprovechó la oportunidad de conectar el sistema de alivio ISOM al nuevo sistema de antorcha de la unidad de desulfuración de nafta, debido a un coste adicional de 150.000 dólares.
- También en 2002, el "Clean Streams Project" de BP propuso convertir el tambor de purga en un tanque de descarga de antorcha y dirigir los vertidos a una antorcha. Cuando se descubrió que no se había completado un estudio de alivio necesario del sistema ISOM debido a limitaciones presupuestarias, el Clean Streams decidió no seguir adelante con la opción.

Entre 1994 y 2004, se produjeron al menos ocho casos similares en los que se emitieron vapores inflamables por la chimenea del tambor/ventilador de purga del ISOM, de los cuales dos acabaron en incendio. Además, el tambor de purga no estaba diseñado para hacer frente a un sobrellenado del recipiente. Esto no era necesariamente atribuible a Amoco o BP, sino más bien a la falta de orientación en la Práctica Recomendada 521 del API.
Otros problemas de diseño fueron:
- El alcance de los instrumentos de nivel remoto en el divisor era demasiado estrecho e inadecuado para las operaciones de puesta en marcha.
- Además, faltaban medios redundantes para evaluar el nivel de líquido para la puesta en marcha segura de una columna de destilación, como, por ejemplo, un transmisor de presión de fondo.
- Los sistemas instrumentados dependían decisivamente de la intervención manual del operador en lugar de la acción automática. Como consecuencia de ello, no existía una parada automática del proceso cuando el nivel de líquido en el separador alcanzaba un nivel alto asignado.
- La interfaz hombre-máquina utilizada en las salas de control estaba mal diseñada, ya que no mostraba los caudales de entrada y salida del separador en la misma pantalla, ni calculaba el líquido total de la torre.

#### Integridad de la planta
Varios elementos, la mayoría de ellos críticos para la seguridad, no estaban operativos y contribuyeron a la cadena de sucesos. En particular, no funcionaba ninguna de las cuatro lecturas de nivel y alarmas disponibles en el divisor. Los instrumentos afectados fueron el transmisor de nivel de tipo desplazador del sistema de control de procesos, los dos interruptores independientes de nivel alto y bajo (aunque el de nivel bajo no desempeñó ningún papel en el accidente) y la mirilla de nivel situada en la parte inferior de la torre del divisor, así como el transmisor de caudal que leía el caudal de rafín pesado.
Las condiciones mecánicas de la torre divisora se consideraron degradadas, por lo que en 2004 se redujo el punto de ajuste de las válvulas de alivio de presión de 70 psi (480 kPa) a aproximadamente 40 psi (280 kPa). Si no se hubiera aplicado este cambio, las válvulas no se habrían abierto el día del accidente y no se habría producido la explosión, porque la altura estática sobre ellas no habría alcanzado el punto de ajuste de la válvula.

#### Problemas sistémicos de gestión y cultura de la seguridad
La CSB descubrió que las deficiencias organizativas y de seguridad en todos los niveles organizativos de BP contribuyeron a la explosión de la refinería, como los recortes de costes y gastos en el área de seguridad, a pesar de que gran parte de la infraestructura de la refinería y los equipos de proceso estaban en mal estado. Además, el comité señaló que BP había recortado el presupuesto para formación y reducido la plantilla.
Carolyn W. Merritt, presidenta y consejera delegada de la CSB, declaró que las conclusiones sobre la cultura de seguridad de BP eran similares a las del Panel Baker, y que "[l]a combinación de recortes de gastos, presiones sobre la producción y falta de inversión provocó un deterioro progresivo de la seguridad en la refinería". Señaló que, a partir de 2002, BP encargó varios estudios a través de los cuales se percató de graves problemas de seguridad, entre ellos un mantenimiento y una formación insuficientes. Merritt destacó que los estudios se compartieron con ejecutivos clave en Londres, pero la respuesta de BP fue inadecuada, y la escasa inversión realizada no abordó los problemas reales de Texas City. De hecho, los ejecutivos de BP retaron a sus refinerías a recortar otro 25% de sus presupuestos para 2005. Además, las mejoras de la seguridad entre 2002 y 2005 "se centraron en gran medida en la seguridad personal, como resbalones, tropiezos, caídas y accidentes de vehículos, más que en mejorar el rendimiento de la seguridad", según el investigador supervisor Don Holmstrom.

#### Necesidad de actualizar las normas del sector
La CSB también recomendó al Instituto Americano del Petróleo (API) y a United Steelworkers (USW, sindicato que representa a los trabajadores de las refinerías) que colaboraran en la elaboración de una directriz para comprender, reconocer y tratar la fatiga durante los turnos de trabajo, así como en la creación de indicadores de rendimiento específicos para la seguridad de los procesos en las industrias de refinado y petroquímica, ya que la medición de la seguridad basada exclusivamente en indicadores eminentemente laborales, como los incidentes con pérdida de tiempo, se consideraba insuficiente en el contexto de la prevención de accidentes graves en los procesos. 136] Otras recomendaciones dirigidas al API fueron la actualización de la Recommended Practice 752 para incluir directrices sobre la colocación segura de remolques y edificios temporales en las plantas de proceso y la actualización de la Recommended Practice 752 para incluir directrices sobre la colocación segura de remolques y edificios temporales en las plantas de proceso; y actualizar la Recommended Practice 521 Guide for Pressure-Relieving and Depressuring Systemspara identificar los recipientes de sobrellenado como un peligro potencial para la evaluación, para exigir el dimensionamiento de los bidones de eliminación para los peores escenarios creíbles de alivio de líquidos, para advertir contra el uso de bidones de purga atmosférica y chimeneas unidas a los sistemas de tuberías que reciben descargas inflamables de múltiples válvulas de alivio, y para instar al uso de alternativas apropiadas inherentemente más seguras, como un sistema de antorcha.
La CSB consideró que la fusión Amoco-BP había afectado negativamente a la capacidad de la organización para hacer frente a los peligros de los procesos, ya que se produjeron cambios organizativos sin que se evaluaran sus consecuencias para la seguridad. Por ello, la Junta recomendó a la OSHA que su normativa sobre Gestión de la Seguridad de los Procesos de Productos Químicos Altamente Peligrosos,promulgada en 1992 y denominada habitualmente Gestión de la Seguridad de los Procesos (PSM), incluyera un requisito de gestión de los cambios organizativos, además de las normas existentes sobre cambios de equipos y procedimientos. Una recomendación complementaria se dirigió al Centro para la Seguridad de los Procesos Químicos, con el fin de que elaborara directrices sobre cómo realizar revisiones de la gestión de los cambios organizativos.

#### Falta de supervisión reglamentaria
En Estados Unidos, la normativa PSMes la pieza clave de la legislación que respalda el funcionamiento seguro de una instalación de procesos que manipula materiales peligrosos, como la refinería de Texas City (y, de hecho, cualquier refinería o planta química de tamaño considerable). La OSHA es el organismo encargado de hacer cumplir la normativa. Sin embargo, la CSB descubrió que la OSHA, como autoridad supervisora, no había llevado a cabo las inspecciones previstas de la refinería y no había hecho cumplir las normas de seguridad, a pesar de que había muchas señales de advertencia. La CSB también descubrió que sólo un número limitado de inspectores de la OSHA había recibido la formación especializada y la experiencia necesarias para llevar a cabo investigaciones complejas en refinerías. El informe comparaba además negativamente los recursos disponibles de la OSHA con los de otros organismos, como el Health and Safety Executive británico o los programas de materiales peligrosos del condado de Contra Costa, California, que estaban mucho más preparados a pesar de su menor ámbito de supervisión.
La refinería también entraba en el ámbito de aplicación de la norma Risk Management Program (RMP) de la Agencia de Protección Medioambiental (EPA), un sistema de gestión de la seguridad de los procesos similar al de la OSHA. La CSB descubrió que la EPA no había realizado ninguna auditoría o inspección sobre el cumplimiento del RMP desde que se promulgó la norma. Sin embargo, la CSB no emitió recomendaciones a la EPA. Merritt declaró en una audiencia en el Senado que no pudieron hacerlo porque la EPA no compartió información crítica, sin la cual no se podrían formular recomendaciones significativas.

## Consecuencias
Los daños materiales de la explosión ascendieron a 200 millones de dólares (322 millones en 2024) La explosión provocó el cierre de varias unidades de la refinería. En previsión de la llegada del huracán Rita en 2005, se cerró toda la refinería. BP se centró entonces en reparar los daños causados tanto por la explosión como por el huracán. El reinicio de las unidades de proceso comenzó en marzo de 2006. Los costes de las reparaciones y la producción aplazada ascendieron a más de 1.000 millones de dólares. BP se declaró culpable de delitos federales contra el medio ambiente, por los que pagó 50 millones de dólares. La empresa también pagó al menos unos 2.100 millones de dólares en acuerdos civiles.Además, BP pagó 84,6 millones de dólares y 27 millones de dólares en multas al gobierno federal a petición de la OSHA y la EPA, respectivamente, y una multa de 50 millones de dólares al gobierno de Texas por infracciones medioambientales. El desastre es el accidente de refinería más costoso del mundo.

### Respuesta de BP y destino de la refinería

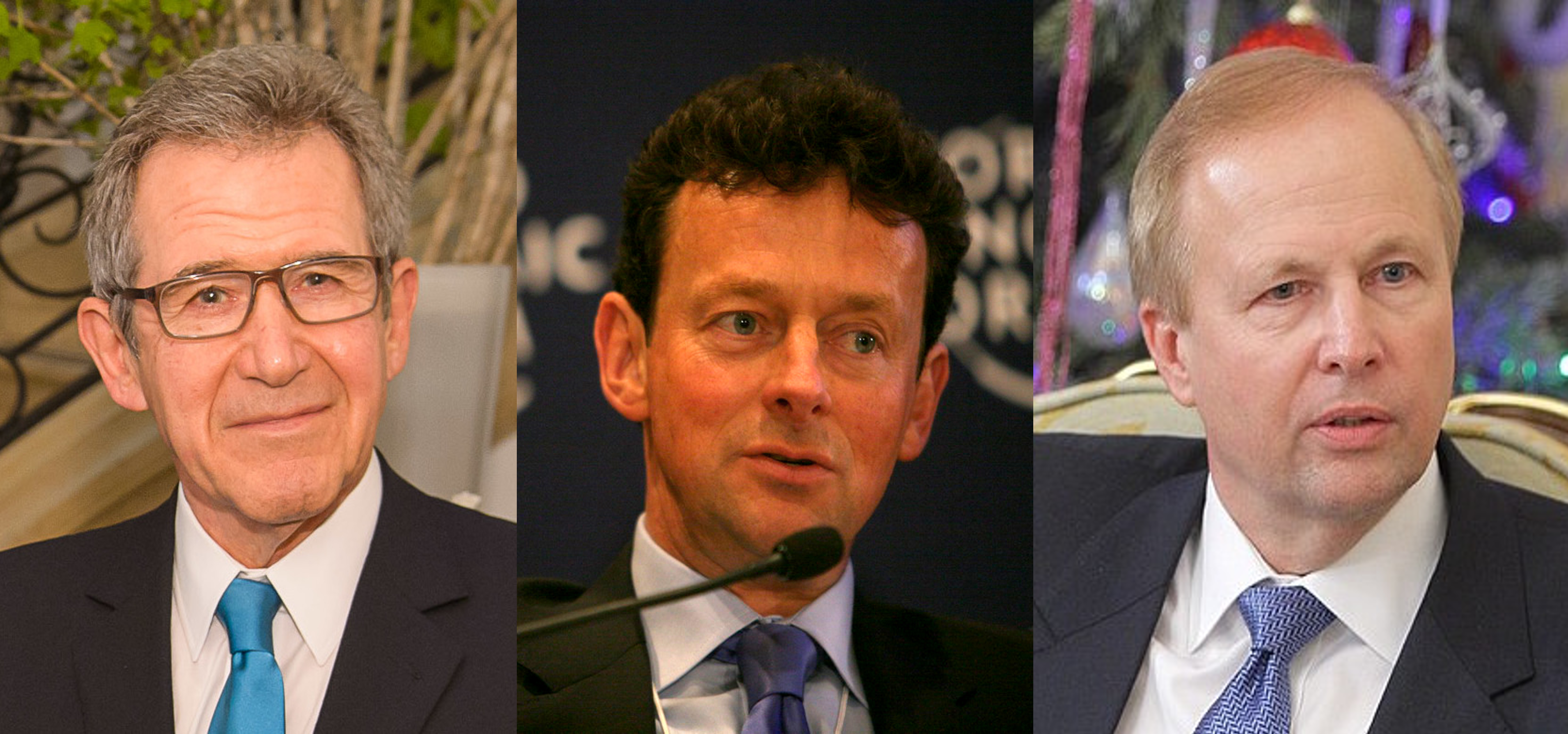
Los consejeros delegados de BP John Browne (1995-2007), Tony Hayward (2007-2010) y Bob Dudley (2010-2020)

BP puso en marcha un plan de gestión de crisis sólo seis horas después de la explosión. Al día siguiente, se creó un sitio webpara publicar información actualizada sobre el accidente. El consejero delegado, Lord John Browne, visitó la planta al día siguiente de la explosión. En los meses posteriores al accidente, BP tendió a culpar a sus operarios y supervisores, lo que las víctimas y los líderes sindicales consideraron un simple chivo expiatorio. En ese momento, la empresa optó sistemáticamente por no disculparse públicamente por el accidente. Esto cambió el 17 de mayo de 2005, cuando Ross Pillari, presidente de BP Products North America, se disculpó públicamente diciendo: "Lamentamos que nuestros errores hayan causado tanto sufrimiento. Pedimos disculpas a los perjudicados y a la comunidad de Texas City" y prometió “ayuda económica e indemnizaciones” a los heridos y a las familias de los fallecidos.
El 9 de diciembre, BP anunció que pondría en marcha un presupuesto de 1.000 millones de dólares a lo largo de cinco años para mejorar la seguridad de su refinería de Texas City. BP también anunció que eliminaría todos los tambores de purga/sistemas de chimeneas de ventilación en servicio inflamable, de los que había 11 en Texas City, e instalaría nuevas antorchas de acuerdo con su nueva política que prohíbe la ventilación atmosférica de hidrocarburos ligeros más pesados que el aire.También reubicaron los remolques lejos de zonas donde pudieran producirse explosionese iniciaron una prueba de un sistema electrónico integrado de trabajo seguro (ISSOW). También se adoptaron iniciativas a escala de todo el grupo.
Sin embargo, poco después de la explosión y de los demás accidentes de Texas City en 2005, la imagen de BP en Estados Unidos se vio aún más empañada por el casi hundimiento de la plataforma petrolífera semisumergible Thunder Horse PDQ en julio de ese mismo año y, lo que es más grave, en marzo de 2006, cuando se descubrió el vertido de un oleoducto en Prudhoe Bay, Alaska, mientras seguían en curso múltiples investigaciones sobre la explosión de Texas City. La presidenta de la CSB, Carolyn Merritt, dijo que había similitudes sorprendentes entre los accidentes de Texas City y Prudhoe Bay, entre ellas "grandes retrasos en la aplicación, documentación administrativa de cierre aunque no se hubieran tomado realmente medidas correctoras, o simple incumplimiento", así como "comunicación defectuosa de las lecciones aprendidas, descentralización excesiva de las funciones de seguridad y elevada rotación de la dirección". "En 2007 se produjo otro accidente grave en BP Texas City, cuando 143 trabajadores de la refinería denunciaron que habían resultado heridos al inhalar vapores tóxicos liberados en la planta. El consejero delegado John Browne dimitió en 2007 por cuestiones no relacionadas con el caso,[9] aunque no se libró de las críticas por la laxa cultura de seguridad y los recortes presupuestarios en las refinerías estadounidenses de BP.Tony Hayward tomó el relevo al frente de la empresa. Hayward cambió el énfasis de Lord Browne en las energías alternativas y anunció que la seguridad sería la "prioridad número uno" de la empresa. Para entonces, BP ya había adoptado una marcada postura de disculpa por los recientes accidentes, especialmente el de Texas City, y sus ejecutivos y expertos técnicos hacían presentaciones sobre lo que había ido mal y cómo estaban trabajando para evitar que volviera a ocurrir. Sin embargo, solo tres años después, se produjo la explosión y el vertido de petróleo de la plataforma Deepwater Horizon en 2010, que causó un impacto muy grave en la empresa a escala mundial, de nuevo derivado de las operaciones de BP en EE. UU. Como resultado, Hayward dimitió y su cargo fue asumido por Bob Dudley, nacido en EE. UU.Bajo el mandato de Dudley, BP anunció en 2011 que iba a vender su refinería de Texas City como parte de su plan de desinversión para pagar las reclamaciones de indemnización en curso y las actividades de reparación tras el desastre de la plataforma Deepwater Horizon. La venta de la refinería se completó con éxito a principios de 2013 a Marathon Petroleum Corporation por 2.500 millones de dólaresMarathon ya era propietaria de la refinería contigua de Galveston Bay y en 2018 fusionó ambos emplazamientos en un único complejo de refino.
Se celebraron dos audiencias en el Congreso específicamente sobre el desastre de Texas City. Entre los escuchados se encontraban representantes de API, Baker Panel, CCPS, CSB, EPA y USW, así como familiares de las víctimas. En otras audiencias del Congreso dedicadas a accidentes posteriores de BP en EE. UU., la historia del caso de Texas City se presentó sistemáticamente dentro del patrón de cultura de seguridad degradada en BP.

### Acuerdos con las víctimas

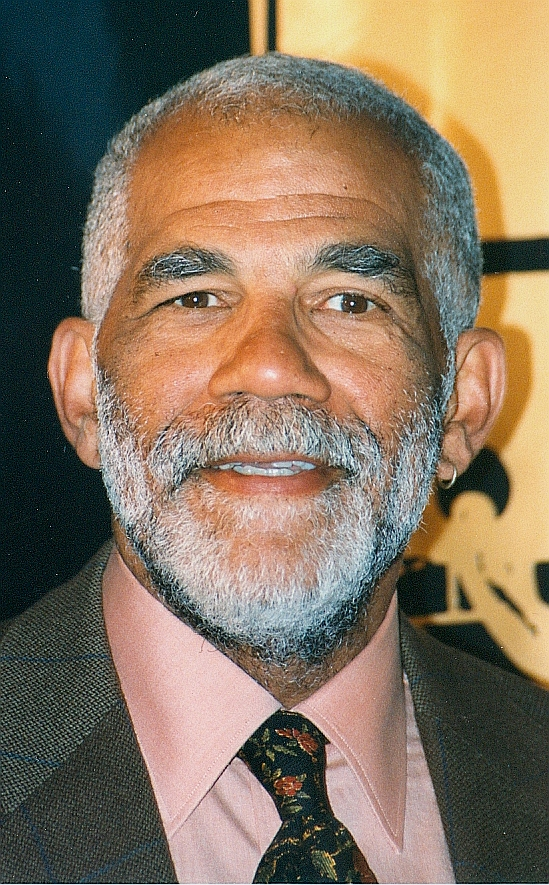
Ed Bradley en 2001

El caso de Eva Rowe, una joven que perdió a sus padres en la explosión, atrajo la atención de todo el país. Rowe dijo que no aceptaría un acuerdo de BP y que llevaría al grupo ante la justicia. Ed Bradley, conocido periodista estadounidense, dio a conocer su historia en el programa de televisión 60 Minutes. El 9 de noviembre de 2006, BP llegó a un acuerdo con Rowe como última demandante, después de que sus abogados intentaran invitar como testigo a John Browne, director general de BP en el momento del accidente. El importe de la indemnización a Eva Rowe seguía sin conocerse. BP también pagó 32 millones de dólares a hospitales e instituciones de educación e investigación designados por Rowe, entre ellos el Centro de Seguridad de Procesos Mary Kay O'Connor de la Universidad A&M de Texas (12,5 millones de dólares), la Rama Médica de la Universidad de Texas en Galveston y su Unidad de Quemados para Adultos Truman G. Blocker (12,5 millones de dólares), el College of the Mainland de Texas City (5 millones de dólares), el St. Jude Children's Research Hospital de Memphis, Tennessee (1 millón de dólares), y el sistema escolar de Hornbeck, Luisiana (1 millón de dólares). Además, BP se vio obligada a publicar unos siete millones de páginas de documentos internos, incluidos los informes Telos y Bonse.Rowe participaría más tarde en una de las audiencias del Congreso sobre el accidente.
En septiembre de 2007, BP había resuelto al menos 1.350 de las aproximadamente 3.000 demandas relacionadas con el accidente. En febrero de 2008, se habían presentado unas 4.000 demandas, de las cuales la mitad se habían resuelto, por un total superior a 1.600 millones de dólares. BP también declaró que había reservado otros 525 millones de dólares para otras demandas. En agosto de 2008, sólo quedaba abierta una de las aproximadamente 4.000 demandas.

### Acciones penales

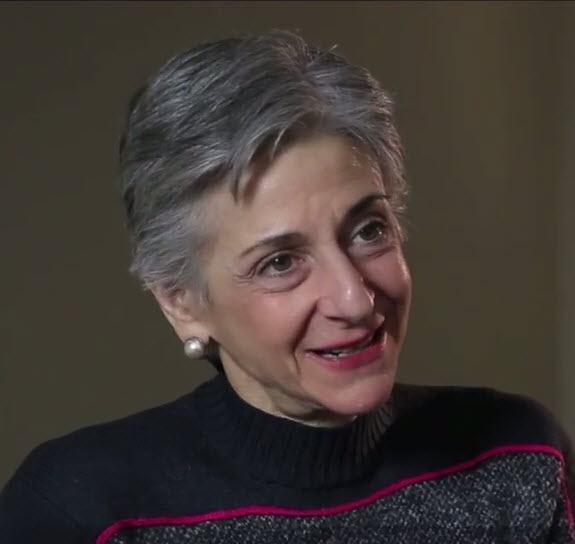
Judge Rosenthal en 2014

El 4 de febrero de 2008, el juez de distrito estadounidense Lee Rosenthal escuchó los argumentos relativos a la oferta de BP de declararse culpable de un delito medioambiental federal por dos infracciones de la Ley de Aire Limpio (CAA)con una multa de 50 millones de dólares. En la vista, las víctimas de las explosiones y sus familiares se opusieron a la declaración, calificando la multa propuesta de "trivial". Sin embargo, finalmente se acordó la declaración, junto con un periodo de prueba de tres años para BP. Esta fue la primera y, durante varios años, siguió siendo la única condena federal por una emisión accidental de sustancias químicas en virtud de la CAA.

### Multas
En septiembre de 2005, la Administración de Seguridad y Salud en el Trabajo, que en el informe de la CSB se consideraría carente de supervisión y competencia, impuso a BP una multa récord de 21 millones de dólares por cometer 301 infracciones de la norma de Gestión de la Seguridad de los ProcesosEn octubre de 2009, la OSHA impuso una multa de 87 millones de dólares, que pulverizó su récord de 2005, tras afirmar que BP no había aplicado mejoras de seguridad tras la catástrofe y señalar que se habían producido otros cuatro accidentes mortales en la refinería desde la multa anterior. En su nuevo informe, la OSHA citaba 709 infracciones de seguridad. BP anunció que impugnaría la multa. El 12 de agosto de 2010, BP anunció que había acordado pagar 50,6 millones de dólares de la multa de 2009, mientras que seguía impugnando los 30,7 millones restantes (la multa se había reducido en 6,1 millones entre el momento en que se impuso y el momento en que BP pagó la primera parte). En julio de 2012, la OSHA y BP acordaron que los 30,7 millones pendientes se reducirían a 13 millones, que BP pagó.
Tras la explosión, la Agencia de Protección Medioambiental de EE. UU. inspeccionó la refinería para comprobar el cumplimiento de la Ley de Aire Limpio (CAA, por sus siglas en inglés) y determinó que BP había infringido la CAA, así como la norma de su Programa de Gestión de Riesgos (RMP, por sus siglas en inglés).La mayoría de las infracciones no estaban directamente relacionadas con la explosión, sino con otros sucesos, como los dos accidentes posteriores de 2005. En febrero de 2009, la EPA impuso a BP una primera multa de 12 millones de dólares. En septiembre de 2010, la EPA y BP llegaron a un acuerdo por valor de 15 millones de dólares por otros cargos de infracción, lo que supuso la mayor multa civil impuesta por infracciones de la CAA en una instalación concreta y la mayor impuesta por infracciones civiles del RMP.
A petición de la Comisión de Calidad Medioambiental de Texas (TCEQ), el Fiscal General de Texas abrió un procedimiento contra BP por infracciones del Código de Salud y Seguridad de Texas y del Código de Aguas de Texas,incluida la liberación de hidrocarburos a través de la chimenea de purga el 23 de marzo de 2005, la liberación prolongada de benceno de un tanque dañado en la explosión, que duró más de 25 días, y decenas de otros sucesos, En un acuerdo de 2011, BP acordó pagar una multa de 50 millones de dólares que cubría otras 72 emisiones que superaban los permisos de explotación de BP. Esto incluía unas costas judiciales de 500.000 dólares. A cambio, el Departamento de Justicia acordó no admitir cargos penales adicionales contra BP en relación con la explosión de la refinería.

## Impacto en la seguridad de los procesos
La catástrofe tuvo una notable repercusión en el ámbito de la seguridad de los procesos. Texas City se ha convertido en un caso clásico utilizado para explicar los fallos tanto de gestión como de barreras técnicas en las plantas de procesos.
El informe del Panel Baker se hizo muy conocido entre los ingenieros de seguridad de procesos, que consideraron que sus conclusiones eran relevantes para otras plantas y que era importante para reforzar la concienciación sobre la seguridad de los procesos en la industria de procesos químicos, cumpliendo así el deseo del Panel recogido en el informe:
- Aunque necesariamente dirigimos nuestro informe a BP, pretendemos que llegue a un público más amplio. No nos hacemos ilusiones de que las deficiencias en la cultura de seguridad de los procesos, la gestión o la supervisión corporativa se limiten a BP. [90]
- Otras empresas y sus partes interesadas pueden beneficiarse de nuestro trabajo. Instamos a estas empresas a que evalúen periódica y exhaustivamente su cultura de la seguridad, el rendimiento de sus sistemas de gestión de la seguridad de los procesos y su supervisión corporativa de la seguridad para detectar posibles mejoras. También instamos a las mismas empresas a que revisen detenidamente nuestras conclusiones y recomendaciones para aplicarlas a sus situaciones.[91][90]
- Análisis de la deficiente aplicación de la gestión de la seguridad de los procesos.
- El accidente ha sido ampliamente analizado en la literatura especializada, que ha puesto de relieve cómo varios elementos de la gestión de la seguridad de los procesos (PSM) se implantaron de forma deficiente y se gestionaron mal. Entre las observaciones realizadas sobre los elementos de la PSM definidos en la norma de la OSHA[92]se incluyen:
- Participación de los trabajadores: La refinería adolecía del miedo de los trabajadores a ser castigados por notificar incidentes o peligros.[28]
- Análisis de peligros del proceso: el análisis de peligros y operabilidad (HAZOP) de la planta no identificó el escenario de sobrellenado de la columna[90] y la evaluación de riesgos para la colocación de edificios temporales no fue completa y, en su mayor parte, errónea.[91][90]
- Procedimientos operativos: Las desviaciones de los procedimientos clave, como la puesta en marcha de la planta ISOM, se habían convertido en rutina. Además, el mismo procedimiento de puesta en marcha carecía de instrucciones suficientes[90][29]
- Formación: La formación de los operadores clave de la planta era muy insuficiente, especialmente en lo relativo a la gestión de situaciones anómalas y la verificación de los conocimientos y cualificaciones de los operadores.[30]
- Contratistas: La dirección de las empresas contratistas hizo caso omiso de aspectos de seguridad importantes. Por ejemplo, no se informó de la puesta en marcha a quienes ocupaban remolques próximos a la central ISOM. Todas las víctimas mortales y muchos de los heridos del accidente eran contratistas.
- Revisión de seguridad previa a la puesta en marcha: Esta revisión clave en la preparación de una operación especialmente peligrosa no se llevó a cabo.[93]
- Integridad mecánica: Múltiples instrumentos y válvulas no funcionaban porque no se habían probado o mantenido.[90]
- Gestión del cambio: Esta gestión falló en múltiples aspectos, a saber, los cambios en el procedimiento de puesta en marcha de la unidad, que obligaban a los operarios a hacer funcionar el divisor por encima de un nivel seguro,[94]la falta de MOC o la existencia de MOC incompletos para la colocación de remolques en las proximidades de una unidad altamente peligrosa,[29] y la falta de un proceso de cambio formal que evaluara la eliminación de puestos de operarios críticos para gestionar la planta ISOM.[95]
- Investigación de incidentes: El aprendizaje de incidentes y cuasiaccidentes pasados se vio perjudicado por la práctica ausencia de investigaciones internas y la consiguiente difusión de lecciones aprendidas útiles.[90]
- Planificación y respuesta ante emergencias: No se hizo sonar la alarma de evacuación, lo que puede haber contribuido al número de víctimas mortales, ya que los contratistas que se encontraban en los remolques no tuvieron oportunidad de abandonar la zona.

Auditorías de cumplimiento: Se llevaron a cabo auditorías, pero, según admitió la propia BP, "no parece que se hiciera un seguimiento de los puntos de acción [de la auditoría] ni que se cerraran de forma efectiva".

### Análisis de la deficiente aplicación de la gestión de la seguridad de los procesos
El accidente ha sido ampliamente analizado en la literatura especializada, que ha puesto de relieve cómo varios elementos de la gestión de la seguridad de los procesos (PSM) se implantaron de forma deficiente y se gestionaron mal. Entre las observaciones realizadas sobre los elementos de la PSM definidos en la norma de la OSHA se incluyen:
- Participación de los trabajadores: La refinería adolecía del miedo de los trabajadores a ser castigados por notificar incidentes o peligros.[90]
- Análisis de peligros del proceso: el análisis de peligros y operabilidad (HAZOP) de la planta no identificó el escenario de sobrellenado de la columna[91]y la evaluación de riesgos para la colocación de edificios temporales no era completa y, en su mayor parte, errónea[43][90]
- Procedimientos operativos: Las desviaciones de los procedimientos clave, como la puesta en marcha de la planta ISOM, se habían convertido en rutina. Además, el mismo procedimiento de puesta en marcha carecía de instrucciones suficientes.[91][90]
- Formación: La formación de los principales operarios de la central era muy insuficiente, especialmente en lo relativo a la gestión de situaciones anómalas y la verificación de los conocimientos y cualificaciones de los operarios.[90][91]
- Contratistas: La dirección de las empresas contratistas hizo caso omiso de importantes aspectos de seguridad. Por ejemplo, no se informó de la puesta en marcha a quienes ocupaban remolques próximos a la central ISOM. Todas las víctimas mortales y muchos de los heridos del accidente eran contratistas.[65]
- Revisión de seguridad previa a la puesta en marcha: No se llevó a cabo esta revisión clave en la preparación de una operación especialmente peligrosa.[96]
- Integridad mecánica: Múltiples instrumentos y válvulas no funcionaban porque no se habían probado o mantenido.[4][3][91]
- Gestión del cambio: Esta gestión falló en múltiples aspectos, a saber, los cambios en el procedimiento de puesta en marcha de la unidad, que obligaban a los operarios a hacer funcionar el separador por encima de un nivel seguro,[97]la falta de MOC o la existencia de MOC incompletos para la colocación de remolques en las proximidades de una unidad altamente peligrosa,[3] y la falta de un proceso de cambio formal que evaluara la eliminación de puestos de operarios críticos para gestionar la planta ISOM.[5]
- Investigación de incidentes: El aprendizaje de incidentes y cuasiaccidentes pasados se vio perjudicado por la práctica ausencia de investigaciones internas y la consiguiente difusión de lecciones aprendidas útiles.[3]
- Planificación y respuesta ante emergencias: No se hizo sonar la alarma de evacuación, lo que puede haber contribuido al número de víctimas mortales, ya que los contratistas que se encontraban en los remolques no tuvieron oportunidad de abandonar la zona.
- Auditorías de cumplimiento: Se llevaron a cabo auditorías pero, según admitió la propia BP, "no parece que se hiciera un seguimiento de los puntos de acción [de la auditoría] ni que se cerraran eficazmente".

El esquema PSM del Centro para la Seguridad de los Procesos Químicos (CCPS) define otros elementos de la seguridad de los procesos, y la refinería también carecía de algunos de ellos:
- Cultura de seguridad del proceso: Falló a todos los niveles, como se menciona en todos los informes de investigación.
- Medición y métricas: Las métricas para la gestión del rendimiento de la seguridad se centraban únicamente en los accidentes laborales. Esto contribuyó a dar una imagen distorsionada de la salud de la gestión de la seguridad, ya que no se utilizaron indicadores de rendimiento para evaluar el impacto de accidentes de proceso pasados y la posibilidad de accidentes futuros en relación con pérdidas críticas de contención de materiales peligrosos.[3]

Otras prácticas de seguridad esenciales que fallaron fueron:
- El traspaso de turnos y la comunicación entre operarios también fue muy deficiente,[4] un problema que contribuyó a varios otros desastres como Piper Alpha, el incendio de la planta de gas Esso Longford y el incendio de Buncefield.[98][99][100]
- También falló el control de las fuentes de ignición, como demuestra la laxitud en la gestión del acceso de vehículos cerca de equipos de proceso de hidrocarburos activos.[91]

### Nuevas directrices e iniciativas de la industria
API puso en práctica las recomendaciones del informe de la CSB, creando así nuevas normas y directrices para la industria:
- Norma 521: API publicó una nueva revisión de su documento sobre Sistemas de alivio de presión y despresurización y elevó su categoría de Práctica recomendada a Norma. La nueva norma contenía requisitos más estrictos sobre el venteo atmosférico del gas de proceso y una instrucción para incluir el sobrellenado de los equipos aguas arriba entre los casos de diseño de los sistemas de purga.[101][102]
- Práctica recomendada 753: API emitió nuevas directrices sobre la ubicación de remolques y edificios portátiles en lugares de proceso peligrosos. El alcance de la práctica recomendada 752 se redujo a edificios permanentes únicamente a partir de la tercera edición.[103][104][105]
- Recommended Practice 754: API abordó la necesidad de indicadores de rendimiento de seguridad de procesos en esta nueva Recommended Practice on Process Safety Performance Indicators for the Refining and Petrochemical Industries (Práctica recomendada sobre indicadores de rendimiento de seguridad de procesos para las industrias petroquímica y de refino)[106][107]En general, a raíz de lo ocurrido en Texas City, la concienciación sobre la diferencia entre seguridad ocupacional y seguridad de procesos se generalizó a la luz de los resultados de las investigaciones.[108]
- Recommended Practice 755: Esta nueva directriz estaba dirigida a refinerías y plantas petroquímicas y detallaba cómo implantar un sistema de gestión de riesgos de fatiga (FRMS). Este documento incluye recomendaciones para el trabajo en turnos rotativos, para el número máximo aceptable de horas extraordinarias y el número de días que se debe trabajar sin interrupción.[109][110][111]

El CCPS publicó una extensa directriz sobre la gestión organizativa del cambio para abordar otra recomendación relacionada del informe del CSB.
Tras ser señalada por su falta de iniciativa y competencia en la evaluación e inspección de grandes plantas de procesos peligrosos, y de refinerías en particular, la OSHA tomó medidas, iniciando un Programa Nacional de Énfasis en la Gestión de la Seguridad de los Procesos (NEP) de refinerías y aplicando un programa de auditoría de inspección específico entre 2007 y 2011. Esta fue la acción de aplicación de PSM más importante desde que la regulación fue emitida en 1992.
La OSHA también emitió un memorando interno para abordar la recomendación de la CSB sobre la actualización de la normativa de PSM con el fin de incluir requisitos para que las instalaciones de procesos peligrosos amplíen sus procedimientos de gestión de cambios para incluir los cambios organizativos. Sin embargo, la CSB no consideró esta iniciativa suficiente para cerrar la recomendación, que, en enero de 2024, seguía abierta.

## Documentales de televisión
El accidente ha aparecido en varios documentales:
- La serie Seconds from Disaster de National Geographic, temporada 3, episodio 10 "Texas Oil Explosion", emitido por primera vez el 6 de noviembre de 2006.[27]
- La serie Modern Marvels de History Channel, temporada 12, episodio 56 "Engineering Disasters 20", emitido por primera vez el 6 de diciembre de 2006.[28][29]
- La serie de Science Channel Engineering Catastrophes, temporada 4, episodio 4 "Terror en Texas", emitido por primera vez el 7 de julio de 2021.[30]